# Mitch Easter
Mitchell Blake Easter (Winston-Salem, 15 november 1954) is een Amerikaanse popzanger en -gitarist, songwriter en producent. Easter wordt vaak geassocieerd met de janglepopstijl van gitaarmuziek en staat bekend als producent van R.E.M.'s vroege albums van 1981 tot 1984 en als frontman van de band Let's Active uit de jaren 1980.

## Biografie
Easter werd geboren in Winston-Salem, North Carolina. Hij was van jongs af aan nauw betrokken bij muziek. Hij studeerde van 1974 tot zijn afstuderen in 1978 aan de University of North Carolina at Chapel Hill. Hij speelde in een aantal schoolbands, waarvan sommige tijdens zijn jeugd met vriend Chris Stamey (later van The dB's).
In 1980 startte Easter de Drive-In Studio, een professionele opnamestudio in de oorspronkelijk garage van zijn ouders. Een van zijn eerste opnamesessies was de debuutsingle Radio Free Europe van R.E.M. Drive-In Studio werd een integraal onderdeel van het lokale indierockcircuit van Winston-Salem, door een aantal bands op te nemen tegen lage knockdown-tarieven. Easter sloot de Drive-In Studio in 1994 en verhuisde van Winston-Salem naar Kernersville, North Carolina, waar hij zijn huidige opnamestudio Fidelitorium Recordings opende.
Als platenproducent is Easter waarschijnlijk het best bekend om zijn werk met R.E.M. van 1981 tot 1984. Sinds 1981 heeft Easter albums van vele andere artiesten geproduceerd, ontwikkeld en vaak muzikaal bijgedragen aan albums, waaronder van Mary Prankster, Ex Hex, Ben Folds Five, Pylon, Helium, Pavement, Suzanne Vega, Game Theory, The Loud Family, Marshall Crenshaw, The Connells, Velvet Crush, Ken Stringfellow (van The Posies) en Birds of Avalon.
Gevraagd in 1999 naar zijn favoriete projecten als producent, noemde Easter de platen Chronic Town van R.E.M. en Real Nighttime (1984), The Big Shot Chronicles (1985), Lolita Nation (1987) en Two Steps from the Middle Ages (1988) van Game Theory, vanwege de verscheidenheid in de manier waarop ze opnamen benaderden.

### Optreden en songwriting

#### Rittenhouse Square and the Sneakers (1970–1981)
Op 15-jarige leeftijd, in 1970, voegde Easter zich bij de band Rittenhouse Square, waaronder zijn vrienden Chris Stamey, Peter Holsapple en Bobby Locke. De samenstelling van de band wisselde regelmatig. De band bracht in 1972 een onafhankelijk album uit, maar ging in 1973 uit elkaar, nadat de verschillende leden naar de universiteit gingen.
In 1978 voegde Easter zich bij Stamey's Sneakers, een band die door Easter werd gekenmerkt als pre-punk transitional. Voorafgaand aan Easter brachten de Sneakers een titelloze 7-inch ep uit (met originele gitarist Rob Slater) en het album In the Red (1978) met Easter, die Slater verving. Toen de Sneakers eind jaren 1970 uit elkaar gingen, richtten Stamey en bandlid Will Rigby The dB's op en verhuisden naar New York. Easter deed hetzelfde, maar keerde al snel terug naar Winston-Salem.
In januari 2006 speelden de Sneakers een reünieshow in New York. In the Red is opnieuw op cd uitgebracht door East Side Digital en Collectors' Choice Music, en in september 2015 bracht Omnivore Recordings de ep Sneakers opnieuw uit als een cd met vijf bonustracks.

#### Let's Active (1981-1990, 2014)
In 1981 formeerde Easter de band Let's Active met toenmalige vriendin Faye Hunter en drummer Sara Romweber. Rond dezelfde tijd werkte Easter samen met R.E.M. om hun debuutsingle Radio Free Europe op te nemen. Dit eerste werk leidde tot een aantal samenwerkingen met de band, waarbij Easter hun debuut-ep produceerde en met Don Dixon) hun eerste twee albums. Let's Active toerde met R.E.M., wat leidde tot een platencontract met I.R.S. Records. Hoewel Let's Active commercieel niet succesvol was, werd Easters ongebruikelijke stijl van op gitaar gebaseerde popmuziek, die bekend werd als janglepop, beschouwd als een grote invloed op bands zoals R.E.M. Bij I.R.S. Records heeft Let's Active de ep Afoot (1983) en de albums Cypress (1984), Big Plans for Everybody (1986) en Every Dog Has His Day(1988) uitgebracht. De compilatie-cd Cypress/Afoot, werd uitgebracht in 1989. Na verschillende bezettingswisselingen te hebben doorstaan, werd Let's Active in 1990 door Easter opgeheven.
In augustus 2014 hadden Easter en Sara Romweber Let's Active herenigd voor een benefietoptreden, waarbij voormalig Game Theory-bassiste Suzi Ziegler werd uitgenodigd om zich bij de band aan te sluiten. Easter had eerder samengewerkt met Ziegler, toen hij het album The Big Shot Chronicles uit 1986 van Game Theory produceerde.

#### Shalini en soloprojecten
In 1990 was Easter vooral bekend geworden als producent en ingenieur. In de jaren 1990 speelde of nam Easter zelden zijn eigen muziek op, hoewel hij halverwege de jaren 1990 wel een tijdje als toergitarist bij Velvet Crush meeging. In 2000 werkte Easter opnieuw samen met Let's Active-lid Eric Marshall en met Shalini Chatterjee (die in 2003 met Easter trouwde) om het trio Shalini te formeren. De drie speelden ook kort onder de naam The Fiendish Minstrels, met de leadzang van Easter, evenals een selectie van Let's Active-melodieën in het repertoire. Met Easter als gitarist van de band Shalini, evenals de producent, bracht Shalini de albums We Want Jelly Donuts (2000), Metal Corner (2004) en The Surface and the Shine (2007) uit.
Mitch Easter bracht zijn eerste soloalbum Dynamico uit op 13 maart 2007. De plaat was de eerste op zijn eigen label Electric Devil Records en werd aanvankelijk gedistribueerd door 125 Records. Dynamico markeerde Easters eerste werk als frontman van een band in de 18 jaar sinds Let's Active uit elkaar ging. Easter vormde een combo, die in 2007 met hem toerde ter ondersteuning van het album, met Shalini als openingsact, om Dynamico en Shalini's album The Surface and the Shine uit 2007 te promoten.
Easter ontsloeg Chatterjee uit zijn band in januari 2010 en de twee waren in 2011 gescheiden. Hun opnameverband werd ontbonden voorafgaand aan de publicatie van Shalini's 2010-album Magnetic North, dat werd geproduceerd met Easter, maar waarop hij niet optrad.

#### Big Star'sThirdtoer
In december 2010 werkte Easter samen met Chris Stamey, R.E.M. bassist Mike Mills en drummer Jody Stephens van Big Star, samen met een strijkerssectie om een live eerbetoon uit te voeren van het album Third/Sister Lovers van Big Star in Chapel Hill (North Carolina). Samen met andere artiesten zoals Matthew Sweet, gaf de band een soortgelijk eerbetoonconcert in New York op 26 maart 2011, in het Barbican Centre in Londen op 28 mei 2012. Het lopende project is voortgezet met concerten in Chicago en New York in 2013, een concert in januari 2014 in Sydney, Australië en een reeks van vijf Amerikaanse shows later in 2014, waaronder het Bumbershoot-festival en een festival in Athens (Georgia). Optredens in 2015 omvatten een show in september in Minneapolis en twee data in oktober in San Francisco.

## Discografie

### Solo
- 2007: Dynamico (Electric Devil Records)

### Met Let's Active
- 1983: Afoot (I.R.S. Records)
- 1984: Cypress (I.R.S.)
- 1986: Big Plans for Everybody (I.R.S.)
- 1988: Every Dog Has His Day (I.R.S.)

### Als producent (geselecteerde hoogtepunten)
- 1982: R.E.M. - Chronic Town (I.R.S. Records) met R.E.M.
- 1983: R.E.M. - Murmur (I.R.S. Records) met Don Dixon
- 1983: Richard Barone en James Mastro - Nuts And Bolts (Passport) met James Mastro en Richard Barone
- 1983: X-Teens - X-Teens (Dolphin)
- 1984: R.E.M. - Reckoning (I.R.S. Records) met Don Dixon
- 1985: Game Theory - Real Nighttime (Enigma)
- 1986: Game Theory - The Big Shot Chronicles (Enigma)
- 1986: Waxing Poetics - Hermitage (Emergo) met Mike Mills
- 1987: Game Theory - Lolita Nation (Enigma)
- 1987: The Connells - Boylan Heights (TVT)
- 1987: Bobby Sutliff - Only Ghosts Remain (PVC)
- 1987: Hyaa! - Get Yer Hyaa-Hyaa's Out! (no label)
- 1987: Washington Squares - The Washington Squares (Gold Castle)
- 1988: Velvet Elvis - Velvet Elvis (Enigma) met Tom Laune
- 1988: Even the Odd - zelfbenoemd (Wanga)
- 1988: Mambo-X - Whirled (Wanga records)
- 1990: Lava Love - Whole Lava Love (Sky)
- 1989: The Hummingbirds - loveBUZZ (RooArt)
- 1993: Two Pound Planet - Songs From The Hydrogen Jukebox (Alternative)
- 1994: Motocaster - Stay Loaded (Interscope)
- 1994: The Loud Family - The Tape of Only Linda (Alias)
- 1994: Velvet Crush - Teenage Symphonies to God (Creation / Sony)
- 1995: Grover - My Wild Life (Zero Hour)
- 1996: DM3 - Road To Rome (Citadel) met DM3
- 1997: Pavement - Brighten the Corners (Matador Records)
- 1997: Helium - The Magic City (Matador Records) met Helium
- 2001: Velvet Crush - A Single Odessey (Action Musik)
- 2002: Coronet Blue - Coronet Blue (Laughing Outlaw)
- 2002: d Henry Fenton - Autumn Sweet (Laughing Outlaw)
- 2002: Glory Fountain - The Beauty of 23 (Undertow)
- 2003: Mary Prankster - Tell Your Friends (Palace Coup / Orchard)
- 2004: Tim Lee - No Discretion (Paisley Pop)
- 2004: Shalini - Metal Corner (Dalloway)
- 2005: The Mockers - The Lonesome Death of Electric Campfire (Zebra)
- 2005: Jeffrey Dean Foster - Million Star Hotel (Angel Skull)
- 2006: Honor by August - Drowning out the Television (Low Watt)
- 2006: Velvet - The Juggernaut (Double Decker Bus)
- 2007: Angel and the Love Mongers - The Humanist Queen (Rock Snob)
- 2008: Baskervilles - Twilight (Secret Crush)
- 2008: Spank - Get Bent (zelf uitgebracht)
- 2009: Western Civ - Shower the People You Love with Gold (Nomorefakelabels)
- 2011: Birds of Avalon - Birds of Avalon (Gigantic / Bladen County)
- 2011: Big Troubles - Romantic Comedy (Slumberland)
- 2012: A Fragile Tomorrow - Be Nice Be Careful (Piewillie)
- 2015: The Old Ceremony - Sprinter (Yep Roc)
- 2016: Waiting for Henry - "Town Called Patience" (Mighty Hudson Music)

### Als bijdragende muzikant
- 1985: Marshall Crenshaw - Downtown (Warner Bros.)
- 1985: Marti Jones - Unsophisticated Time (A&M)
- 1986: Marti Jones - Match Game (A&M)
- 1987: Chris Stamey - It's Alright (A&M)
- 1987: Don Dixon - Romeo At Juilliard (Enigma Records)
- 1987: Marshall Crenshaw - Mary Jean & 9 Others (Warner Bros.)
- 1995: Stephen Duffy - Duffy (Indolent)
- 2001: Alejandro Escovedo - A Man Under the Influence (Bloodshot Records)
- 2002: Caitlin Cary - While You Weren't Looking (Yep Roc)
- 2002: Gerty - Sweets From the Minibar (Eskimo Kiss)
- 2003: Madison Smartt Bell - Forty Words For Fear (Gaff Music)
- 2003: Thad Cockrell - Warmth & Beauty (Yep Roc)
- 2006: Drive-By Truckers - A Blessing and a Curse (New West)
- 2006: Little Diesel - No Lie (Telstar)
- 2006: Steve Almaas - You Showed Me (Parasol)
- 2011: The Parson Red Heads - Yearling (Second Motion)
- 2012: The dB's - Falling Off the Sky (BarNone)
- 2013: Chris Stamey - Lovesick Blues (Yep Roc)
- 2013: Polvo - Siberia (Merge)
- 2014: Dwight Twilley - Always (Big Oak)
- 2014: Karen Haglof - Western Holiday (zelf uitgebracht)
- 2015: Chris Stamey - Euphoria (Yep Roc)